# 上思蓝果树
上思蓝果树（学名：Nyssa shangszeensis）为蓝果树科蓝果树属下的一个种。

## 扩展阅读
- 維基物種上的相關：上思蓝果树